# John Byrne
John Byrne (6 de julio de 1950) es un historietista inglés radicado en Canadá y luego Connecticut (Estados Unidos) que destaca por cómics de superhéroes como X-Men (1977) con guion de Chris Claremont, o Superman (1986), como autor completo. Su dibujo es «limpio y clásico, fuertemente influenciado por el magistral Neal Adams».

## Biografía
Su familia vivía en West Bromwich, un pueblo de Staffordshire, en el piso de arriba de la casa de sus abuelos maternos. Su padre era proyectista en el Midlands Electricity Board. Veía series como Doctor Who en la televisión, todavía en blanco y negro del hogar, además de leer cómics, en especial de DC. En 1958 se mudó con su familia a Canadá.
Empezó su carrera a finales del verano de 1974, trabajó para la Editorial Charlton en cómics como Wheelie y the Chopper Bunch o Doomsday +1. Poco después comenzaría a trabajar en Marvel Comics con Puño de Hierro y Los Campeones. En 1977 dio el salto a la fama en el mundo del cómic al dibujar X-Men con guion de Chris Claremont. Tras este tremendo éxito Marvel le colocó en otras series estrella como Capitán América, Los Vengadores, Los 4 Fantásticos o Hulk. También creó Alpha Flight, un grupo de superhéroes canadiense que, tras aparecer en las páginas de X-Men, tendría su propia serie.
Después de su paso por Marvel, en 1986 DC Comics le invitó a unirse a su equipo editorial para relanzar desde cero el personaje de Superman. En 1991, convertido ya en un autor de culto, Byrne creó su propia serie, Next Men. Más adelante, en 1995, crearía Danger Unlimited o Babe. Byrne también ha participado en series como Wonder Woman, X-Men, los años perdidos o Superman & Batman: Generaciones.
Para la editorial IDW, en 2008 Byrne trabajo en la serie limitada de seis números FX, escrita por Wayne Osborne. Otros proyectos para esta editorial incluyen historias para las adaptaciones de Star Trek y Ángel, y en 2011 trabajó en Jurassic Park: The Devils in the Desert y Cold War (The Michael Swann Dossier). Revivió su serie Next Men entre 2010 y 2011 con la secuela Aftermath. Otros trabajos para IDW incluyen las miniseries Trio (2012), The High Ways (2013) y Doomsday.1 (2013).
En 2018 Byrne comenzó X-Men Elsewhen, una historieta de fan-fiction en la que narra como hubiera continuado la historia de X-Men después de la Saga de Fénix Oscura. La serie, escrita y dibujada por Byrne, publicada en su sitio web, tenía 32 números en diciembre de 2022.

## Premios
- 1986 Nominado al Premio Haxtur al "Mejor Guion" por "Alpha Flight" en el Salón Internacional del Cómic del Principado de Asturias (España)
- 1986 Nominado al Premio Haxtur al "Mejor Guion" por "Los 4 Fantasticos y Alpha Flight"
- 1986 Nominado al Premio Haxtur a la "Mejor Historia larga" por " Alpha Flight"
- 1987 Nominado al Premio Haxtur a la "Mejor Historia Corta" por " Superman #5"
- 1987 Nominado al Premio Haxtur a la "Mejor Dibujo" por " Superman"
- 1988 Nominado al Premio Haxtur a la "Mejor Historieta Corta" por "Metrópolis 900 Mi- Superman #23"
- 1988 Premio Haxtur al "Mejor Guion" por "Metrópolis 900 Mi- Superman #23"
- 1990 Nominado al Premio Haxtur a la "Mejor Portada" por "Batman #33 "

### Marvel Comics
- (1975) Puño de hierro, Marvel Premiere #25; Iron Fist #1-15 (dibujo)
- (1976) Los Campeones, The Champions #11-15, 17 (dibujo)
- (1976) Daredevil, #138 (dibujo)
- (1976) El Motorista Fantasma, #20 (dibujo)
- (1977) Power Man, #49-50 (dibujo)
- (1977) Los Vengadores, The Avengers #164-166, 181-191, Annual #14, 18 (dibujo); #305-317 (guion)
- (1977) Spider-Man, Marvel-team-up #53-55, 59-70, 75, 79, 100c (dibujo); Amazing Spider-Man vol. 1 #189, 190, 206, 440-441, anual #13, vol. 2 #1-18 (dibujo, 13-14 guion)
- (1977) Star-Lord, Marvel Preview #11 (dibujo)
- (1977) Capitán América, Captain America #247-255 (dibujo)
- (1977) X-Men, Uncanny X-Men #108, 109, 111-143 (co-argumentista/dibujo); #273, 281-285, 288 (argumento)
- (1978) Marvel Two-In-One, #43 y 53-55 (dibujo), 50 (guion y dibujo) y 100 (guion)
- (1979) Iron Man, #118 (dibujo)
- (1979) Hombre Hormiga, Antman, Marvel Premiere #47-48 (dibujo)
- (1980) Los 4 Fantásticos, Fantastic Four #209-218 (dibujo); #220, 221 (guion/dibujo); #232-293 (guion/dibujo/entintado).
- (1982) Estela Plateada, Silver Surfer vol. 2 #1 (dibujo).
- (1982) Indiana Jones, #1-2 (guion/dibujo).
- (1983) La Cosa The Thing #1-13, 19-22 (guion)
- (1983) Alpha Flight, vol. 1 #1-28 (guion/dibujo)
- (1984) La última historia de Galactus, publicado en la revista Epic Illustrated, #26–34 (guion/dibujo/entintado).
- (1985) Hulk, The Incredible Hulk #314-319 (guion/dibujo/entintado), Marvel Fanfare #29 (guion/dibujo/entintado), Annual 7 (dibujo), Annual 14 (guion), Hulk #1-7 (guion)
- (1985) Hulka, Marvel Graphic Novel #18, Marvel Comics Presents #18, The Sensational She-Hulk #1-8, 31-46, 4850 (guion/dibujo)
- (1989) Nuevos Mutantes #75 (dibujo)
- (1989) Iron Man #118 (dibujo); #258-277 (guion); Annual #10 (dibujo/entintado)
- (1989) Los Nuevos Vengadores, Avengers West Coast #48-57, Annual #4 (guion/dibujo)
- (1989) Factor-X, X-Factor anual #4 (guion/dibujo)
- (1990) Namor, Namor the Sub-Mariner #1-25 (guion/dibujo/entintado); #26-32 (guion)
- (1990) Lobezno, Lobezno #17-23 (dibujo)
- (1991) Mancha Solar, Marvel Comics Presents #79 (dibujo)
- (1991) What the...?¡, X-Mas Special 07/11/2019 #4 (dibujo)
- (1998) Spider-Man, Spider-Man Chapter One #1-12 (guion/dibujo/entintado); Amazing Spider-Man vol. 2 #1-18 (dibujo); 13-14 (guion/dibujo)
- (1999) X-Men: Los años perdidos, X-Men: The Hidden Years #1-22(guion/dibujo).
- (1999) Spider-Woman Vol. 3 #1-18 (guion)
- (2000) Marvel, la Generación Perdida, Marvel, The lost generation #1-12 (dibujo).

### DC Comics
- (1986) Legends, miniserie #1-6 (dibujo)
- (1986) Superman, The Man of Steel #1-6 (guion/dibujo); Superman vol. 2 #1-22 (guion); #1-17, 19-22 (dibujo/entintado); 50 (dibujo/entintado); Action Comics #584-600 (guion/dibujo); #827-835 (dibujo); Annual 1 (guion); Annual 6 (guion/dibujo/entintado); Adventures of Superman #436-442, 444 (guion); Annual #2 (entintado); World of Krypton #1-4 (guion/portada)
- (1989) Batman #433-435 (guion)
- (1992) Linterna Verde, formato prestigio «Historia de Ganthet» («Ganthet's Tale») (dibujo)
- (1995) Wonder Woman, vol. 2 #101-136 (guion/dibujo/entintado)
- (1996) Batman/Captain America, Crossover, formato prestigio (guion/dibujo/entintado)
- (1996) Darkseid/Galactus, formato prestigio (guion/dibujo/entintado)
- (2000) Superman & Batman, Generaciones, vol. 1 #1-4, vol. 2 #1-4, vol. 3 #1-12 (guion/dibujo)
- (2004) Superman, formato prestigio «Inglés auténtico» («True Brit») (dibujo)
- (2004) Justice League of America, #94-99 (co-guionista/dibujo/entintado)

### Dark Horse Comics
- (1991) John Byrne's 2112, formato prestigio (guion/dibujo)
- (1994) Danger Unlimited (guion/dibujo)
- (1994) John Byrne's Next Men, #0, #1-30 (guion/dibujo)
- (1994) Babe, #1-4, 2 #1-2 (guion/dibujo)
- (1994) Hellboy: semilla de destrucción, #1-4 (guion)